# Tengerparti lucerna
A tengerparti lucerna (Medicago marina) a hüvelyesek (Fabales) rendjébe, ezen belül a pillangósvirágúak (Fabaceae) családjába tartozó faj.

## Előfordulása
A tengerparti lucerna a Földközi-tenger környékén, a Fekete-tenger partvidékén, az Atlanti-óceán mentén Bretagne-ig fordul elő, a Kanári-szigeteken is megtalálható. Afrika északi partjain is fellelhető. Ázsiában, Oroszországtól Izraelig terjed.

## Megjelenése
A tengerparti lucerna 20-50 centiméter magas, heverő, kúszó szárú, tömötten fehér molyhos szőrű, évelő növény. Hajtásainak vége felemelkedik. Levelei szórt állásúak, hármasan összetettek. A széles, ék alakú levélkék csúcsukon rövid hegyűek, gyengén redősek, legfeljebb 1 centiméter hosszúak. A levélnyél tövénél gyengén fogazott szélű pálhalevelek találhatók. A virágok ötösével-tízesével fejecskeszerű, zsúfolt fürtökben nyílnak, kocsányuk 1 centiméter hosszú. A jellegzetes pillangós virágok kénsárgák, 5-8 milliméter hosszúak, csészéjük hosszú szőrű. A termés csigavonalban csavarodott, gyapjasan szőrös hüvely, élein 1-2 milliméteres erőteljes tüskékkel, átmérője 7 milliméter. A termések gyapjas szőrzete és tüskéi a megkapaszkodás céljára alakultak ki, és az állatok útján való terjesztést szolgálják. Az ezüstös-fehér molyhos szőrbevonat a túlzott mértékű párologtatástól védi a tengerparti lucernát.

## Életmódja
A tengerparti lucerna a homokfelületeken és -dűnéken nő.
A virágzási ideje áprilistól augusztusig tart.

## Képek

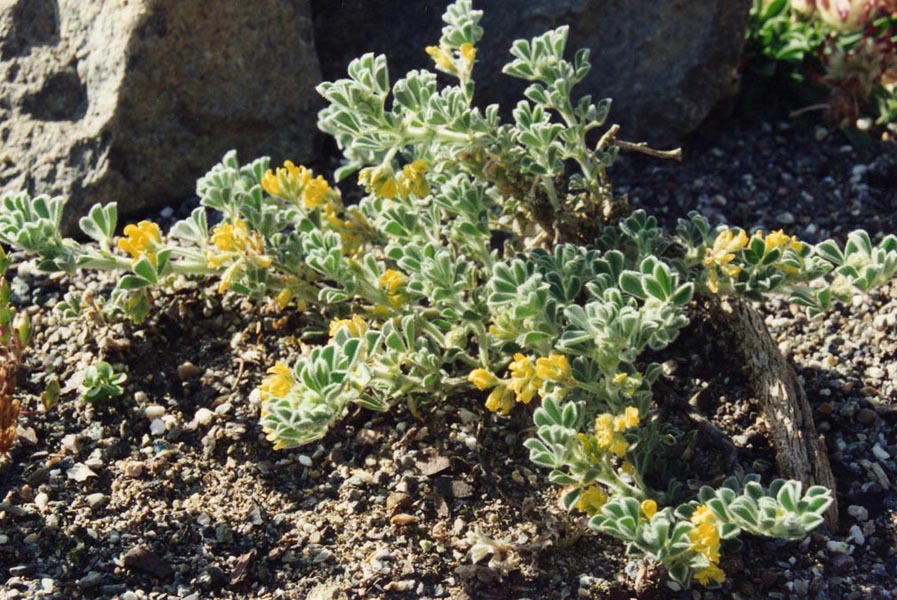
A növény
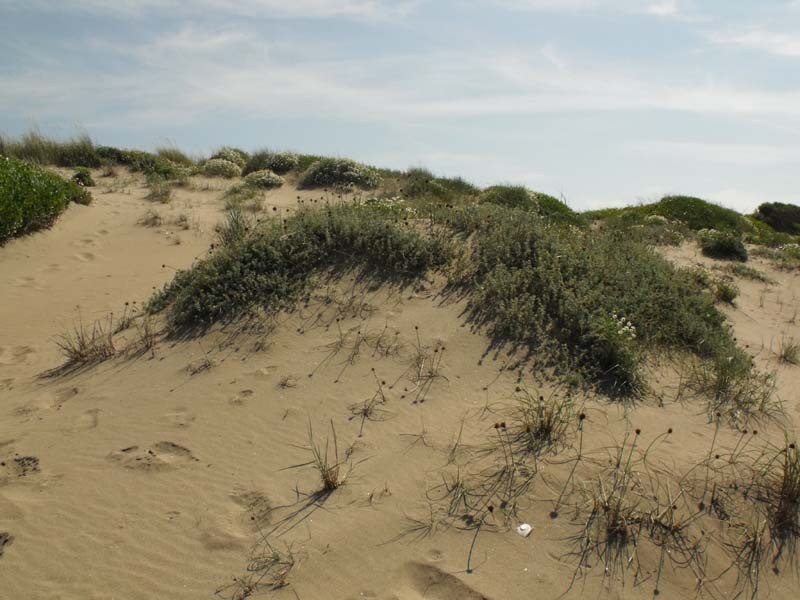
a természetes élőhelyén
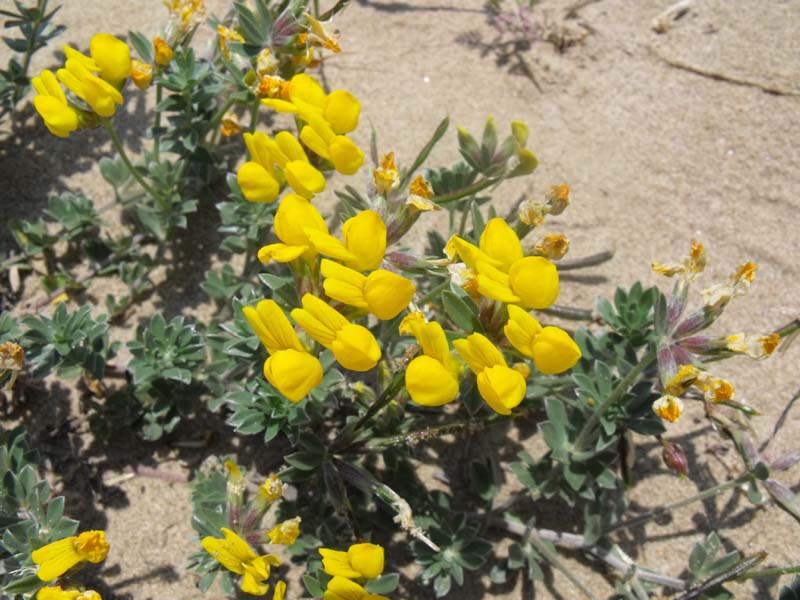
Virágai
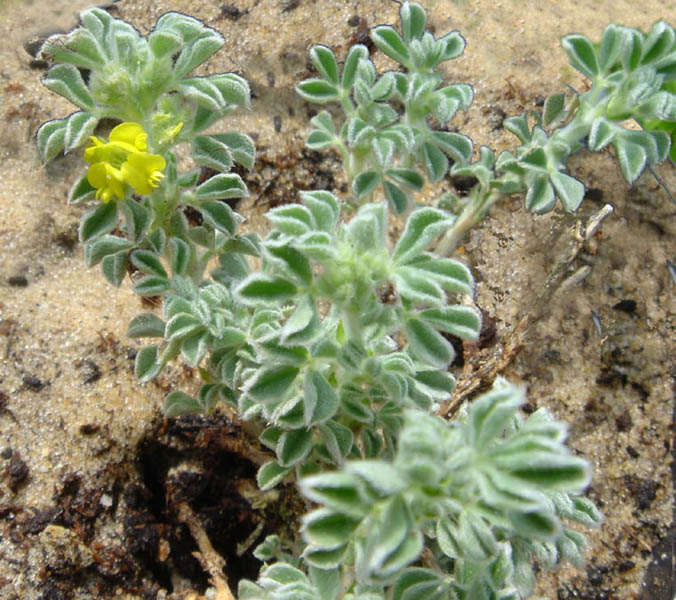
levelestül
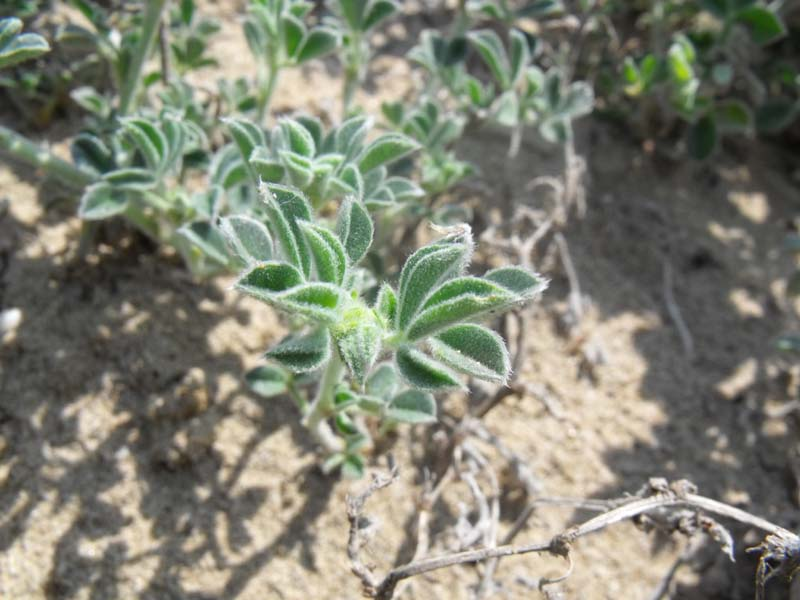
Levelei
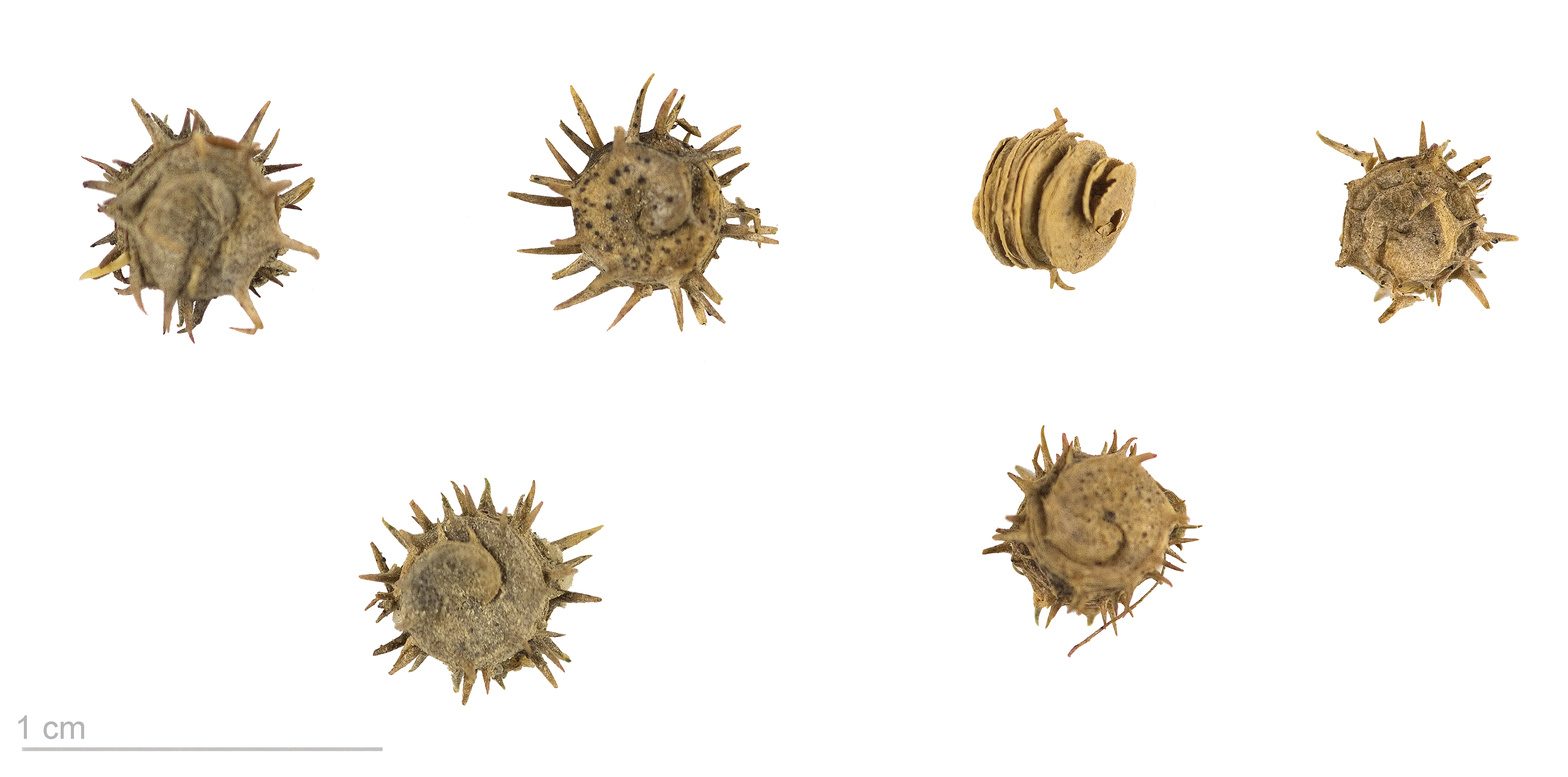
Múzeumi példányok
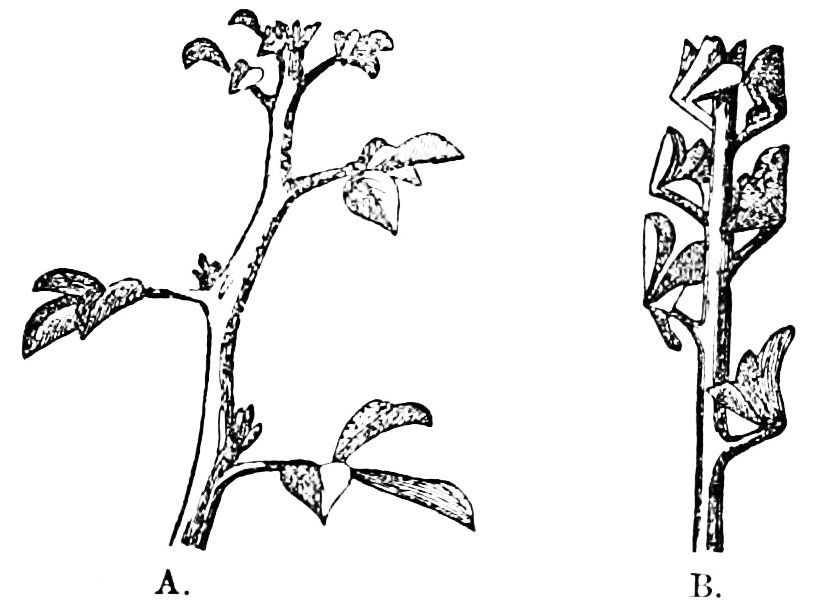
Rajz a növényről (nappal szétnyílik; éjszaka pedig összehúzódik)